# Scheinrüssler

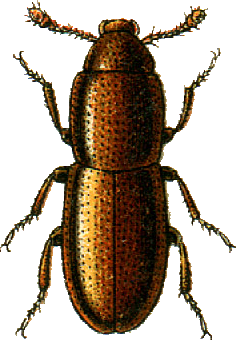
Aglenus brunneus

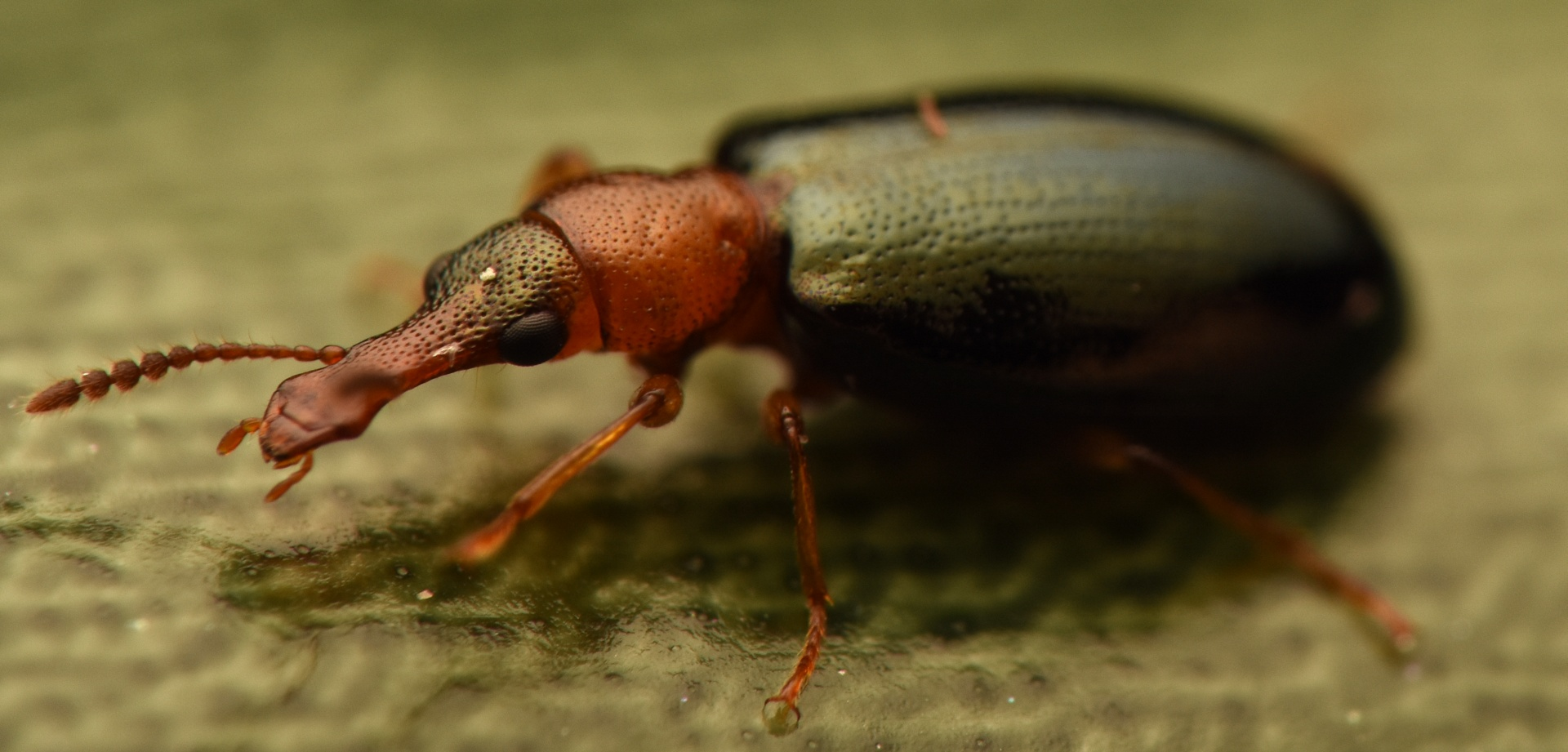
Rothalsiger Scheinrüssler (Salpingus ruficollis)

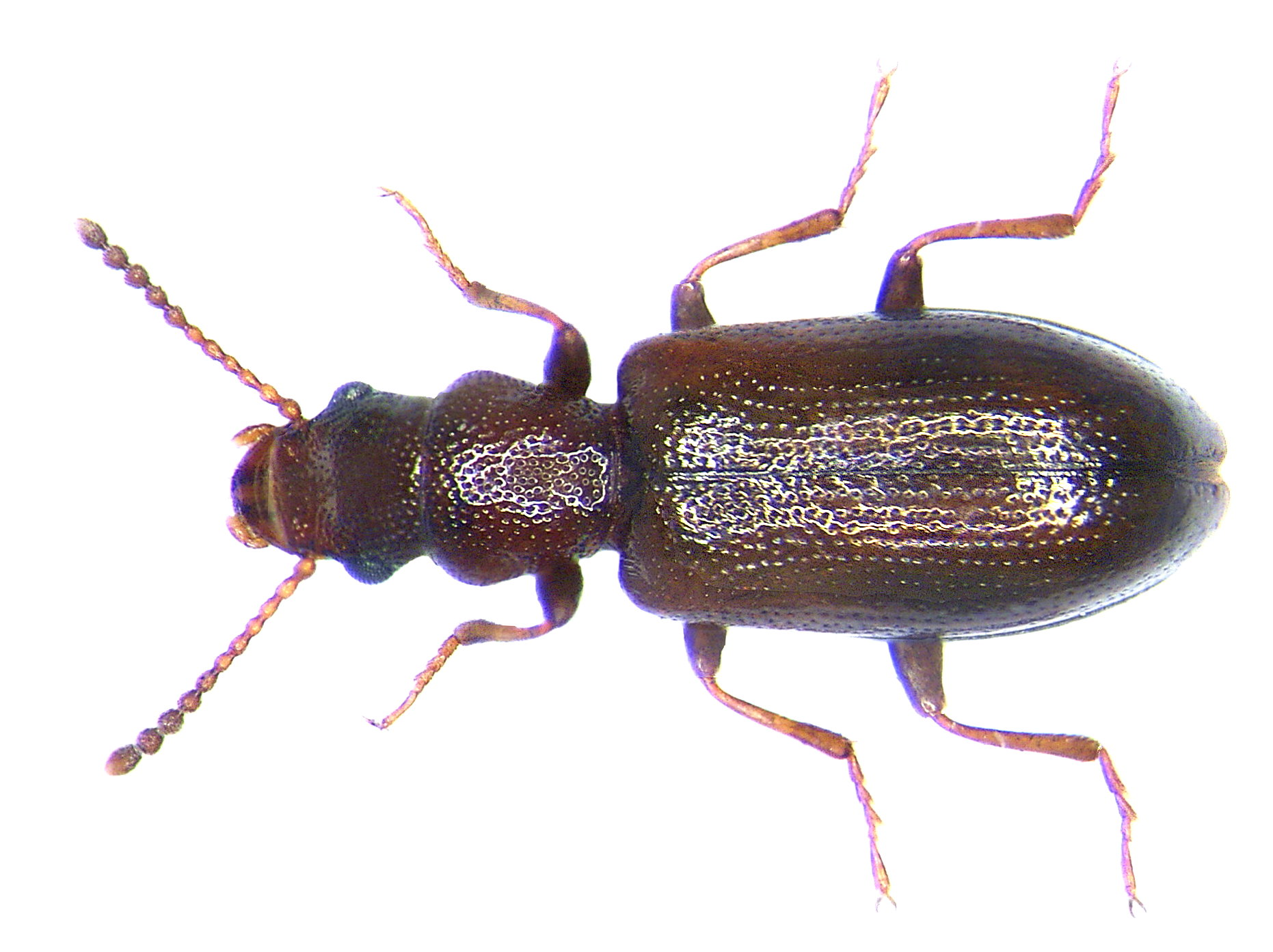
Kastanienbrauner Scheinrüssler (Sphaeriestes castaneus)

Die Scheinrüssler (Salpingidae) stellen eine Familie der Käfer dar.

## Merkmale
Die Käfer erreichen eine Körperlänge von 2,5 bis 4,5 Millimeter und sind rötlich, schwarz oder metallisch bronzefarben. Einige Arten sind auch zweifarbig. Der Kopf ist zu einem  breiten, flachen Fortsatz ausgezogen (siehe auch Rüsselkäfer). Die Fühler sind elfgliedrig und vor den Augen eingelenkt. Der Halsschild ist länger als breit und vorn und hinten verjüngt. Die Flügeldecken sind nahezu parallel, manchmal in der Mitte oder am hinteren Ende verbreitert und mit feinen Punktreihen versehen. Die Beine haben die Fußformel 5-5-4.

## Vorkommen
Die Scheinrüssler findet man vor allem unter der Rinde von Laub- oder Nadelbäumen, einige Arten auch in den Gängen von Borkenkäfern. Als Räuber fressen sie im Holz lebende Käfer und ihre Larven.

## Systematik
Die Scheinrüssler wurden früher gemeinsam mit den Haarscheinrüsslern (Mycteidae) in die Familie der Drachenkäfer (Pythidae) eingeordnet.
In Mitteleuropa ist diese Gruppe durch sechs Gattungen mit insgesamt 14 Arten vertreten. In Europa wurden bisher 19 Arten aus insgesamt sieben Gattungen nachgewiesen. Die Familie der Scheinrüssler ist in drei Unterfamilien unterteilt.

### Unterfamilie Agleninae
- Aglenus brunneus (Gyllenhaal, 1813)

### Unterfamilie Lissodeminae
- Lissodema cursor (Gyllenhaal, 1813)
- Lissodema denticolle (Gyllenhaal, 1813)
- Lissodema lituratum (Costa, 1847)

### Unterfamilie Salpinginae
- Colposis mutilatus (Beck, 1817)
- Rabocerus foveolatus (Ljungh, 1823)
- Rabocerus gabrieli (Gerhardt, 1901)
- Salpingus aeneus (Olivier, 1807)
- Salpingus planirostris (Fabricius, 1787)
- Salpingus ruficollis (Linnaeus, 1761)
- Salpingus tapirus (Abeille de Perrin, 1874)
- Sphaeriestes impressus (Wollaton, 1857)
- Sphaeriestes aeratus (Mulsant, 1859)
- Sphaeriestes bimaculatus (Gyllenhaal, 1810)
- Sphaeriestes castaneus (Panzer, 1796)
- Sphaeriestes exsanguis (Abeille de Perrin, 1870)
- Sphaeriestes reyi (Abeille de Perrin, 1874)
- Sphaeriestes stockmanni (Biström, 1977)
- Vincenzellus ruficollis (Panzer, 1794)